# Reiko Yasuhara
Reiko Yasuhara (安原麗子, Yasuhara Reiko, née le 18 octobre 1969), est une actrice japonaise et seiyū, ex-idole japonaise dans les années 1980. Elle débute en 1984 comme chanteuse du groupe Shōjotai. Il se sépare en 1989, et elle continue une carrière d'actrice débutée parallèlement en 1985, jouant dans une dizaine de drama et deux films dans les années 1980 et 1990. Elle devient seiyū en 1999, jouant dans une dizaine de séries anime et OAV dans les années 2000, interprétant également les génériques de certaines d'entre elles. 

## Filmographie
Drama
Anime
- 1999 : Jubei-chan (role: Mikage Tsumura)
- 1999 : L'Autre Monde (Abelia)
- 2000 : Kazemakase Tsukikage Ran (Ran Tsukikage) (OAV)
- 2001 : Anime Seisaku Shinkō Kuromi-chan (Hamako Shihonmatsu)
- 2001 : Fruits Basket (Saki Hanajima, Kyoko Honda)
- 2003 : Nadja (Colette Preminger)
- 2004 : Jubei-chan 2 (Mikage Tsumura)
- 2004 : Makasete Iruka! (narrateur) (OAV)
- 2004 : Legendz: Yomigaeru Ryuuou Densetsu (Melissa)
- 2004 : Kazemakase Tsukikage Ran 2 (Ran Tsukikage) (OAV)